# In Treatment (serie televisiva 2013)
(Tagline della serie)
In Treatment è una serie televisiva italiana prodotta dal 2013 al 2017.
La serie, diretta da Saverio Costanzo, è incentrata sullo psicoterapeuta Giovanni Mari, interpretato da Sergio Castellitto, e le sue settimanali sedute con i suoi pazienti. È un remake della serie televisiva statunitense della HBO In Treatment, a sua volta liberamente ispirata al format israeliano BeTipul di Hagai Levi.
La prima stagione della serie è stata trasmessa in prima visione in Italia su Sky Cinema Uno dal 1º aprile al 17 maggio 2013. La seconda stagione viene trasmessa su Sky Atlantic dal 23 novembre 2015. La terza ed ultima stagione è stata trasmessa dal 25 marzo al 6 maggio 2017.

## Trama
La serie segue le sedute di psicoterapia del dottor Giovanni Mari, che riceve nel suo studio dal lunedì al giovedì pazienti dalle diverse problematiche. L'approccio seguito dal dottor Mari è di tipo psicoanalitico. Il venerdì diventa lui stesso paziente, sottoponendosi a sedute con l'amica e mentore Anna, per fronteggiare la sua difficile situazione familiare.

## Episodi
| Stagione         | Episodi | Prima TV  |
| ---------------- | ------- | --------- |
| Prima stagione   | 35      | 2013      |
| Seconda stagione | 35      | 2015-2016 |
| Terza stagione   | 35      | 2017      |

## Personaggi e interpreti

### Personaggi principali
- Giovanni Mari (stagioni 1-3), interpretato da Sergio Castellitto.
È uno psicoterapeuta, sposato e padre di due figli.
- Lea (stagioni 1-2), interpretata da Barbora Bobuľová.
È una donna in carriera, moglie di Pietro con cui è in piena crisi coniugale, e con il quale affronta assieme una terapia di coppia.
- Pietro (stagioni 1-2), interpretato da Adriano Giannini.
È un artista mancato, marito di Lea con cui è in piena crisi coniugale, e con la quale affronta assieme una terapia di coppia.
- Anna (stagioni 1-2), interpretata da Licia Maglietta.
È la terapeuta di Giovanni, nonché sua mentore.
- Sara (stagione 1), interpretata da Kasia Smutniak.
È una donna dalla vita sentimentale tormentata, durante la terapia si invaghisce di Giovanni.
- Dario (stagione 1), interpretato da Guido Caprino.
È un carabiniere sotto copertura, coinvolto in una difficile indagine su una pericolosa organizzazione criminale.
- Alice (stagione 1), interpretata da Irene Casagrande.
È un'adolescente che ha tentato il suicidio, in terapia da Giovanni per superare il suo trauma.
- Mattia (stagione 2), interpretato da Francesco De Miranda.
È il figlio di Pietro e Lea.

- Irene (stagione 2), interpretata da Maya Sansa.
È una ex paziente di Giovanni, ora avvocato di successo. Rivede Giovanni per una consulenza legale e ridiventa sua paziente.
- Guido (stagione 2), interpretato da Michele Placido.
È un dirigente d'azienda che soffre di attacchi di panico.
- Elisa (stagione 2), interpretata da Greta Scarano.
È una ragazza colpita da un tumore e insofferente alle cure.
- Rita (stagione 3), interpretata da Margherita Buy.
È un'attrice cinquantenne affetta da una cronica mancanza di autostima che si insinua praticamente in ogni aspetto della sua vita, privata e professionale.
- Padre Riccardo (stagione 3), interpretato da Domenico Diele.
È un giovane sacerdote in crisi di vocazione.
- Luca (stagione 3), interpretato da Brenno Placido.
È un ragazzo omosessuale appassionato di fotografia.
- Bianca (stagione 3), interpretata da Giulia Michelini.
È una trentenne che non riesce a gestire l'ansia.
- Adele (stagione 3), interpretata da Giovanna Mezzogiorno.
È la nuova terapeuta di Giovanni.

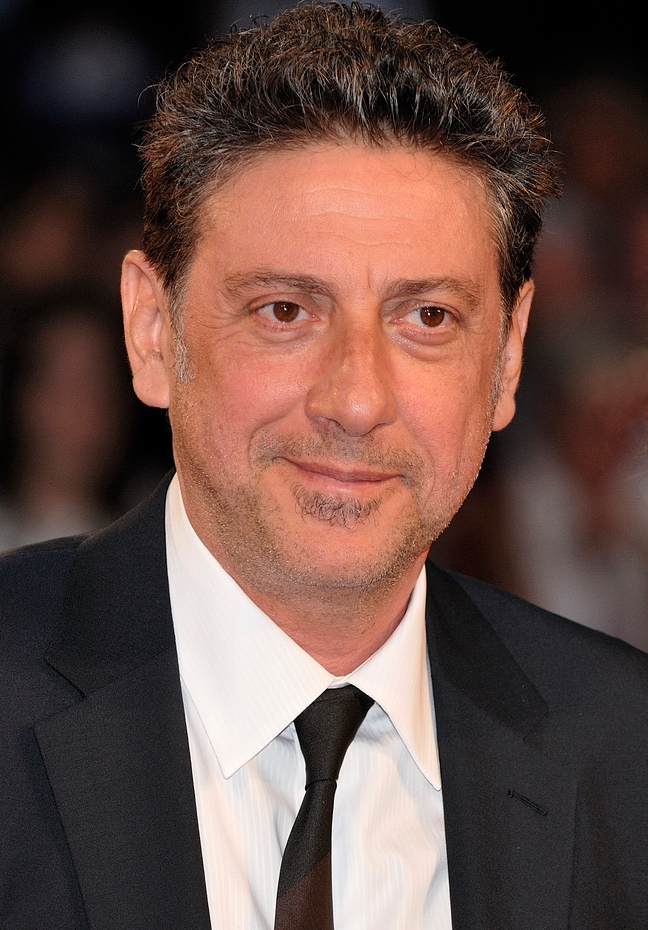
Sergio Castellitto interpreta Giovanni Mari
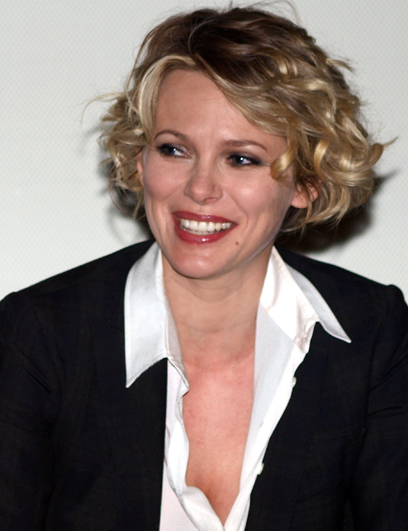
Barbora Bobuľová interpreta Lea
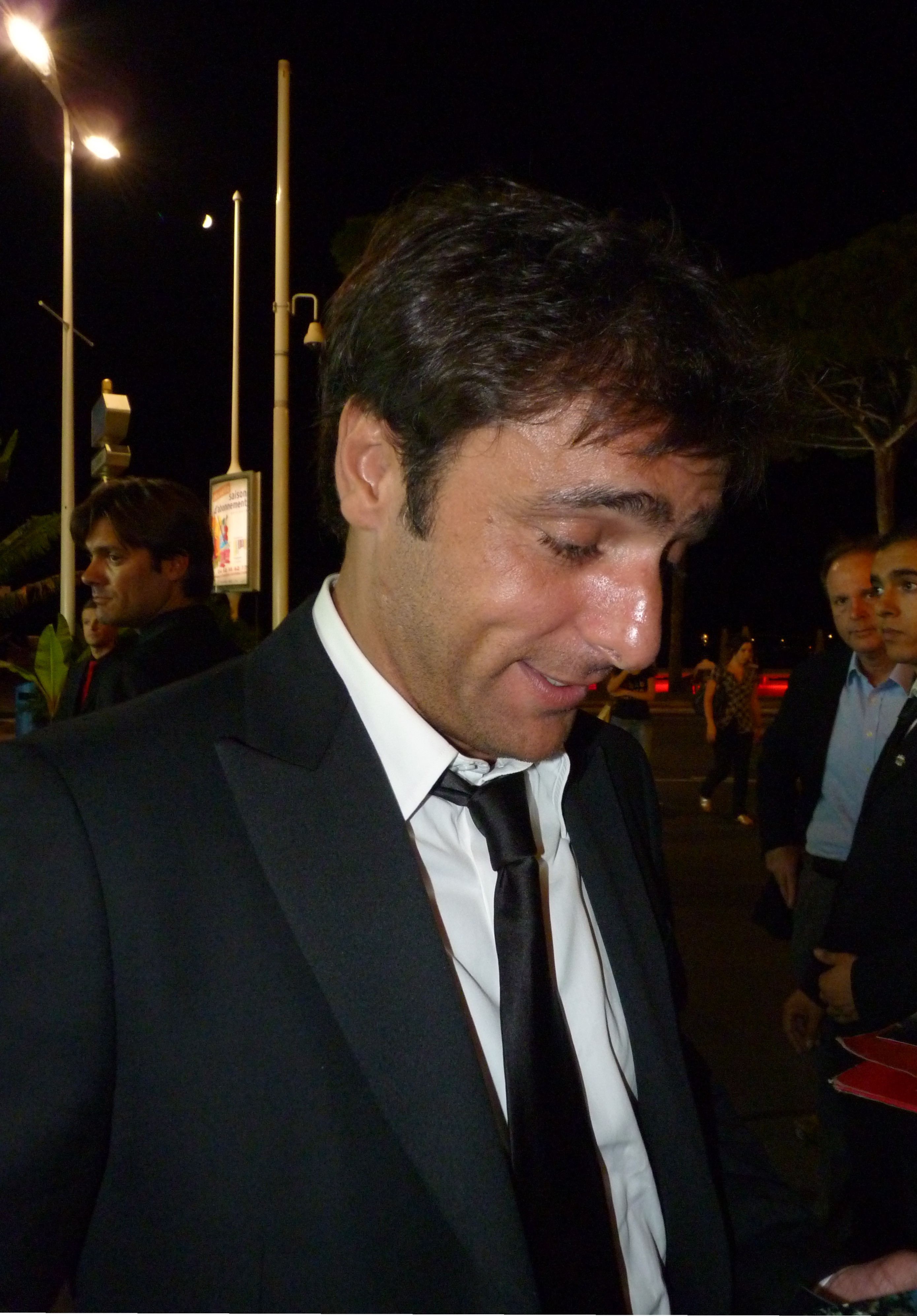
Adriano Giannini interpreta Pietro
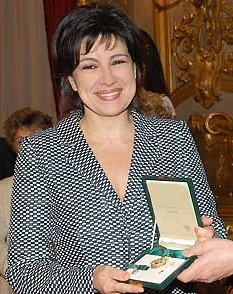
Licia Maglietta interpreta Anna
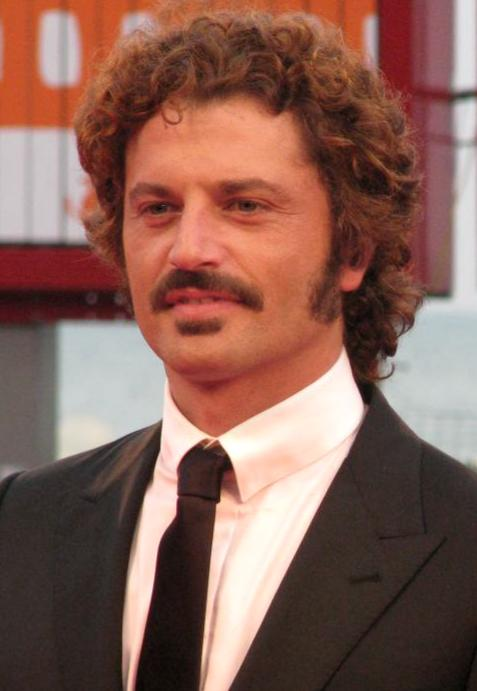
Guido Caprino interpreta Dario

### Personaggi secondari
- Eleonora (stagioni 1-3), interpretata da Valeria Golino.
È la moglie di Giovanni, con cui è in crisi coniugale.
- Irene (stagione 1), interpretata da Valeria Bruni Tedeschi.
È la madre di Alice.
- Sergio (stagione 1), interpretato da Pier Giorgio Bellocchio.
È il padre di Alice.
- Vittorio (stagioni 1-2), interpretato da Rodolfo Bianchi.
È il padre di Dario.
- Lavinia (stagione 2), interpretata da Alba Rohrwacher.
È la figlia di Guido.
- Mara (stagione 2), interpretata da Isabella Ferrari.
È un'ex fidanzata e ritorno di fiamma di Giovanni, in analisi con Anna.
- Claudio (stagione 3) interpretato da Daniele Antonini.
È il marito di Bianca.

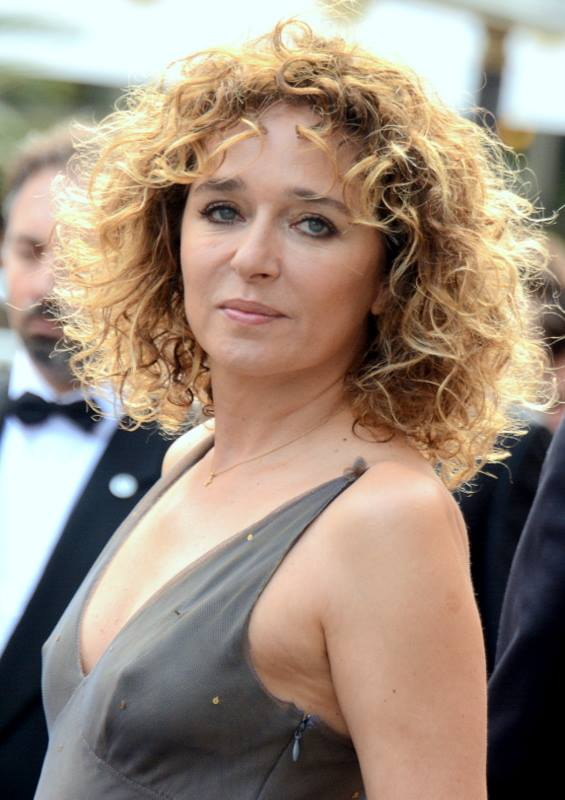
Valeria Golino interpreta Eleonora
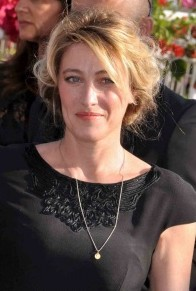
Valeria Bruni Tedeschi interpreta Irene
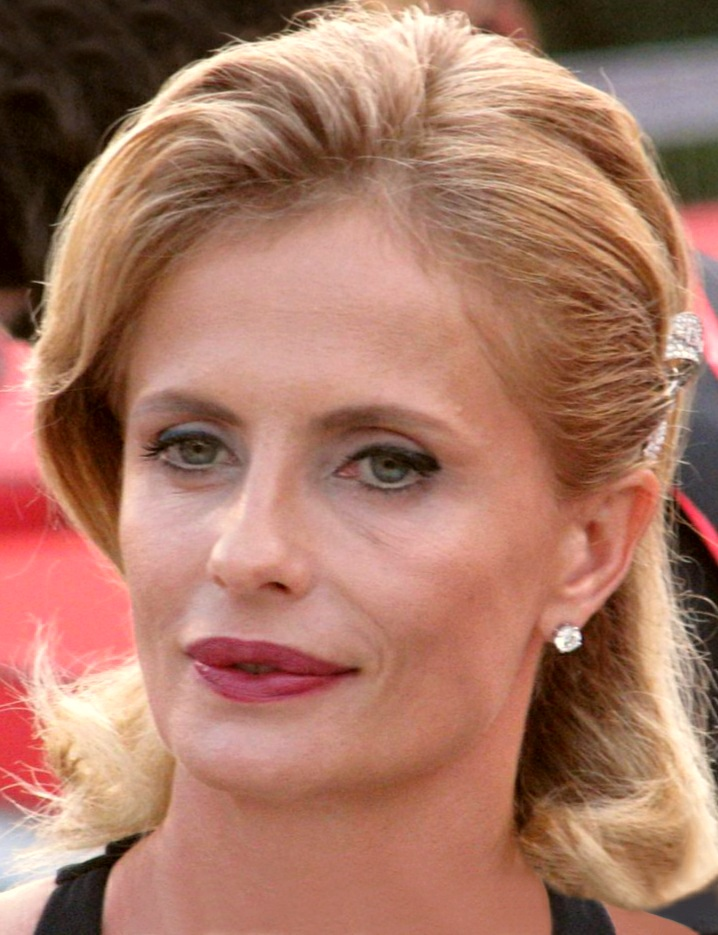
Isabella Ferrari interpreta Mara

## Produzione
La serie televisiva è prodotta dalla Wildside con la collaborazione di Sky Cinema e LA7, sotto la produzione di Lorenzo Mieli e Mario Gianani. Gli episodi sono diretti dal regista Saverio Costanzo e scritti da Stefano Sardo, Alessandro Fabbri, Ludovica Rampoldi, Ilaria Bernardini e Giacomo Durzi.
Le riprese sono iniziate a Roma il 19 novembre 2012.
Rodolfo Bianchi, interprete di Vittorio (il padre di Dario), ha doppiato Gabriel Byrne nella serie statunitense.